# Eleftherios Petrunias
Eleftherios Petrunias (en griego: Ελευθέριος Πετρούνιας; Atenas, 30 de noviembre de 1990) es un deportista griego que compite en gimnasia artística, especialista en la prueba de anillas. Es campeón olímpico, tricampeón mundial y ocho veces campeón de Europa.
Participó en tres Juegos Olímpicos de Verano, obteniendo tres medallas, oro en Río de Janeiro 2016, bronce en Tokio 2020 y bronce en París 2024, en las anillas. En los Juegos Europeos de Bakú 2015 obtuvo una medalla de oro en esa misma prueba.
Ganó cuatro medallas en el Campeonato Mundial de Gimnasia Artística entre los años 2015 y 2023, y diez medallas en el Campeonato Europeo de Gimnasia Artística entre los años 2011 y 2025.

## Trayectoria
Obtuvo su primera medalla internacional en el Campeonato Europeo de Gimnasia Artística de 2011, bronce en anillas. En 2015, 2017 y 2018 se coronó a la par campeón mundial y campeón europeo en su especialidad.
En los Juegos Olímpicos de Río de Janeiro 2016 ganó la medalla de oro al quedar primero en la final con una puntuación de 16,000, por delante del brasileño Arthur Zanetti y el ruso Denis Abliazin. En su segunda participación olímpica, en Tokio 2020, consiguió la medalla de bronce, esta vez con 15,200 puntos, siendo superado por los chinos Liu Yang y You Hao. En París 2024 ganó otra medalla de oro, quedando detrás de los chinos Liu Yang y Zou Jingyuan.
Fue el abanderado de Grecia en la ceremonia de apertura de los Juegos Olímpicos de Tokio 2020.
Estudió el grado de Comunicación y Mercadotecnia en la Universidad de Economía y Negocio de Atenas.

## Palmarés internacional
| Juegos Olímpicos   | Juegos Olímpicos        | Juegos Olímpicos  | Juegos Olímpicos |
| Año                | Lugar                   | Medalla           | Prueba           |
| ------------------ | ----------------------- | ----------------- | ---------------- |
| 2016               | Río de Janeiro (Brasil) | Medalla de oro    | Anillas          |
| 2020               | Tokio (Japón)           | Medalla de bronce | Anillas          |
| 2024               | París (Francia)         | Medalla de bronce | Anillas          |
| Campeonato Mundial |                         |                   |                  |
| Año                | Lugar                   | Medalla           | Prueba           |
| 2015               | Glasgow (Reino Unido)   | Medalla de oro    | Anillas          |
| 2017               | Montreal (Canadá)       | Medalla de oro    | Anillas          |
| 2018               | Doha (Catar)            | Medalla de oro    | Anillas          |
| 2023               | Amberes (Bélgica)       | Medalla de plata  | Anillas          |
| Juegos Europeos    |                         |                   |                  |
| Año                | Lugar                   | Medalla           | Prueba           |
| 2015               | Bakú (Azerbaiyán)       | Medalla de oro    | Anillas          |
| Campeonato Europeo |                         |                   |                  |
| Año                | Lugar                   | Medalla           | Prueba           |
| 2011               | Berlín (Alemania)       | Medalla de bronce | Anillas          |
| 2015               | Montpellier (Francia)   | Medalla de oro    | Anillas          |
| 2016               | Berna (Suiza)           | Medalla de oro    | Anillas          |
| 2017               | Cluj-Napoca (Rumania)   | Medalla de oro    | Anillas          |
| 2018               | Glasgow (Reino Unido)   | Medalla de oro    | Anillas          |
| 2021               | Basilea (Suiza)         | Medalla de oro    | Anillas          |
| 2022               | Múnich (Alemania)       | Medalla de oro    | Anillas          |
| 2023               | Antalya (Turquía)       | Medalla de bronce | Anillas          |
| 2024               | Rímini (Italia)         | Medalla de oro    | Anillas          |
| 2025               | Leipzig (Alemania)      | Medalla de oro    | Anillas          |